# Cmentarz parafialny w Borzęcinie Dużym
Cmentarz parafii pw. Świętego Wincentego Ferreriusza w Borzęcinie Dużym lub też cmentarz parafialny w Borzęcinie Dużym, cmentarz w Bożęcinie Dużym, cmentarz rzymskokatolicki w Borzęcinie Dużym – cmentarz rzymskokatolicki znajdujący się we wsi Borzęcin Duży w gminie Stare Babice, w powiecie warszawskim zachodnim, w województwie mazowieckim.
Powstał w XVIII wieku. Ujęty jest w rejestrze zabytków i ewidencji zabytków. W rejestrze ujęta jest również kaplica cmentarna Róży Zakrzewskiej Rykowskiej z 1838 roku. Na cmentarzu znajduje się także grób lekarza Henryka Collingtona z 1840 roku.
Na cmentarzu znajduje się wydzielona kwatera dla żołnierzy Wojska Polskiego poległych we wrześniu 1939 roku. 13 grudnia 2024 na terenie cmentarza  odbyło się uroczyste odsłonięcie tablicy informacyjnej, którą umiejscowiono w pobliżu kwatery wojennej.
Wśród pochowanych na cmentarzu jest między innymi Tadeusz Wojciechowski (zm. 2017), dyrektor Zespołu Szkół Samochodowych i Licealnych Nr 2 w Warszawie.

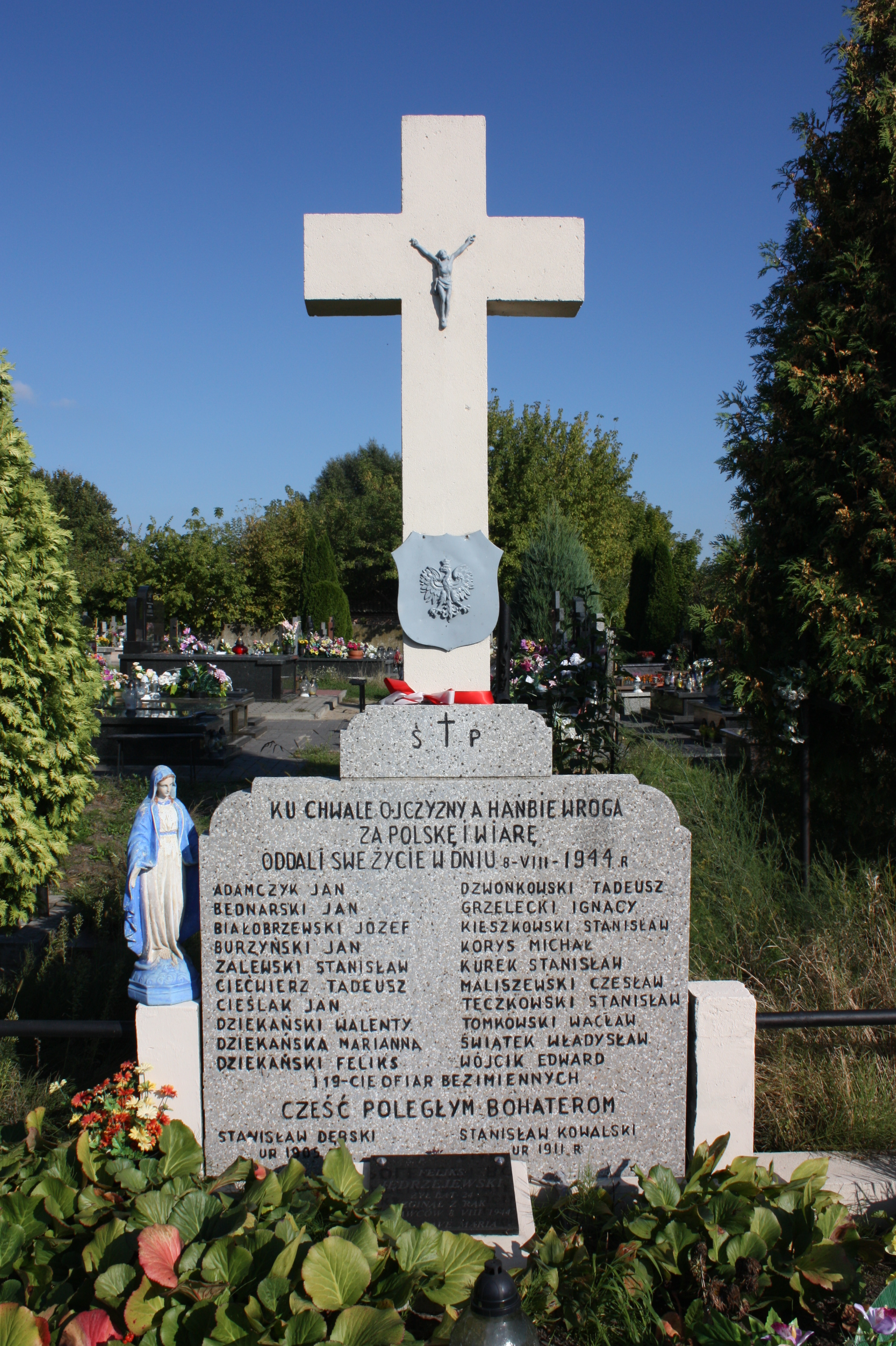
Mogiła poległych w czasie II wojny światowej na cmentarzu w Borzęcinie Dużym
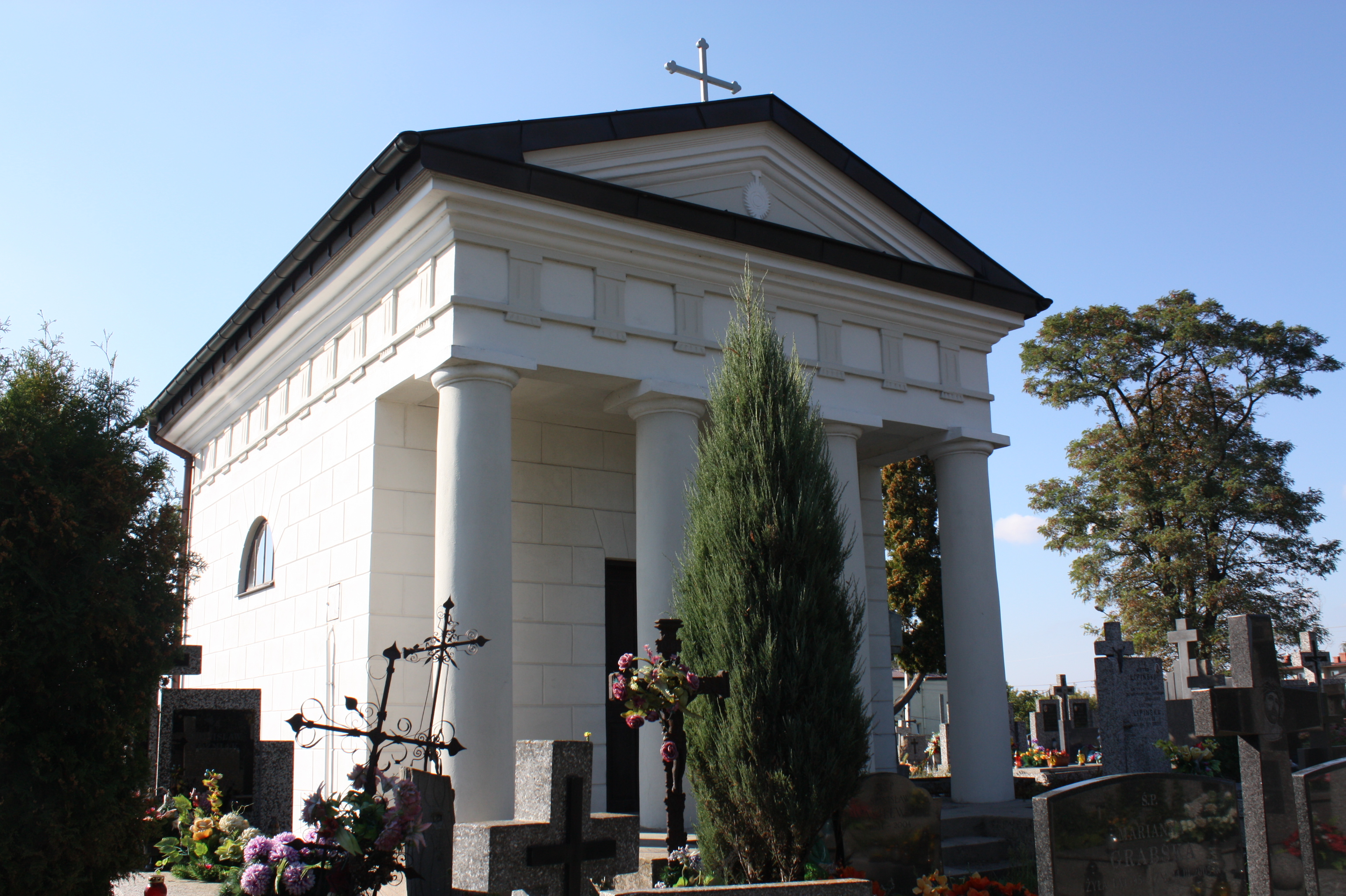
kaplica grobowa, 1 poł. XIX w.
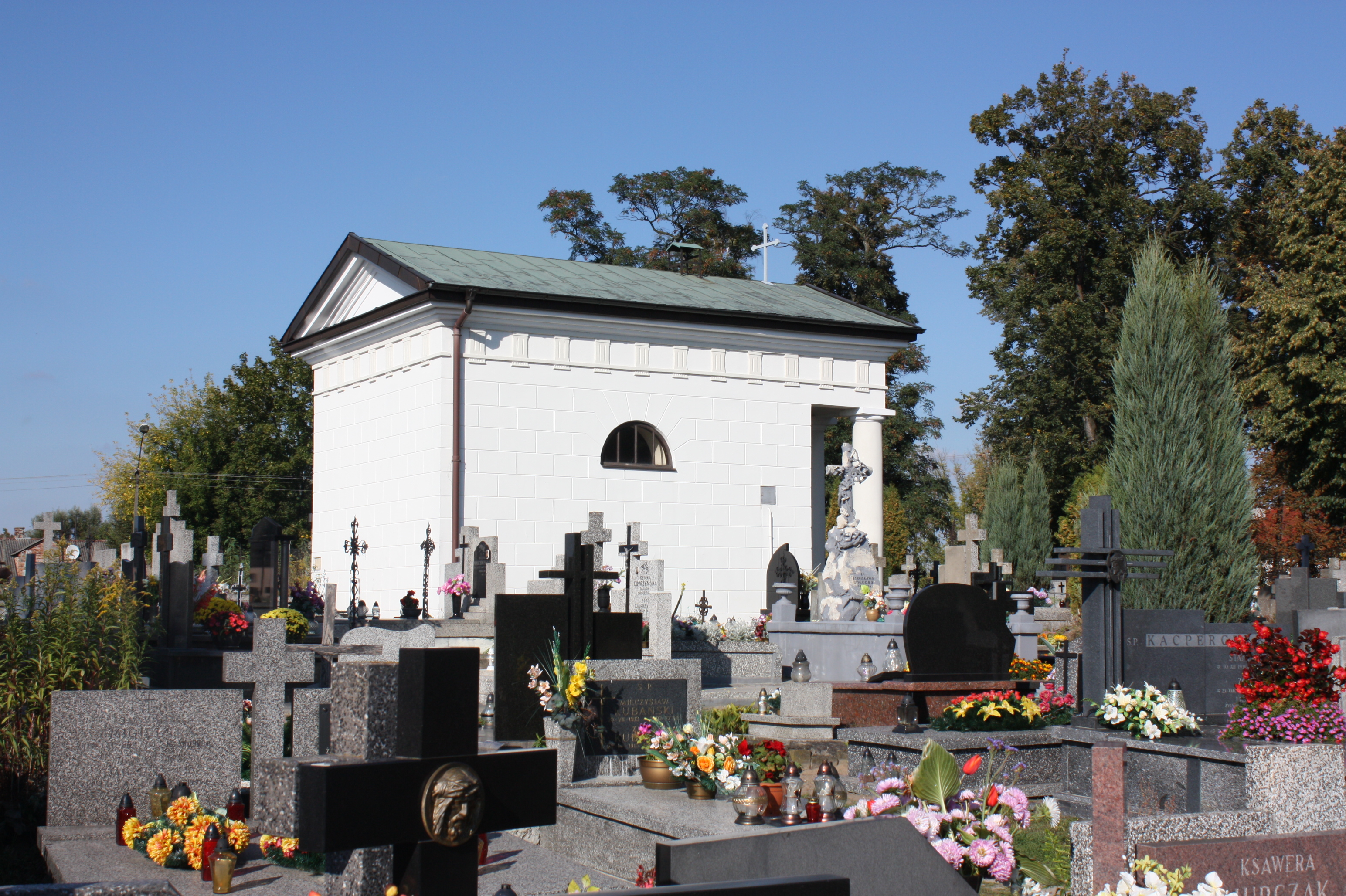
kaplica grobowa, 1 poł. XIX w.